# Руины (Петергоф)

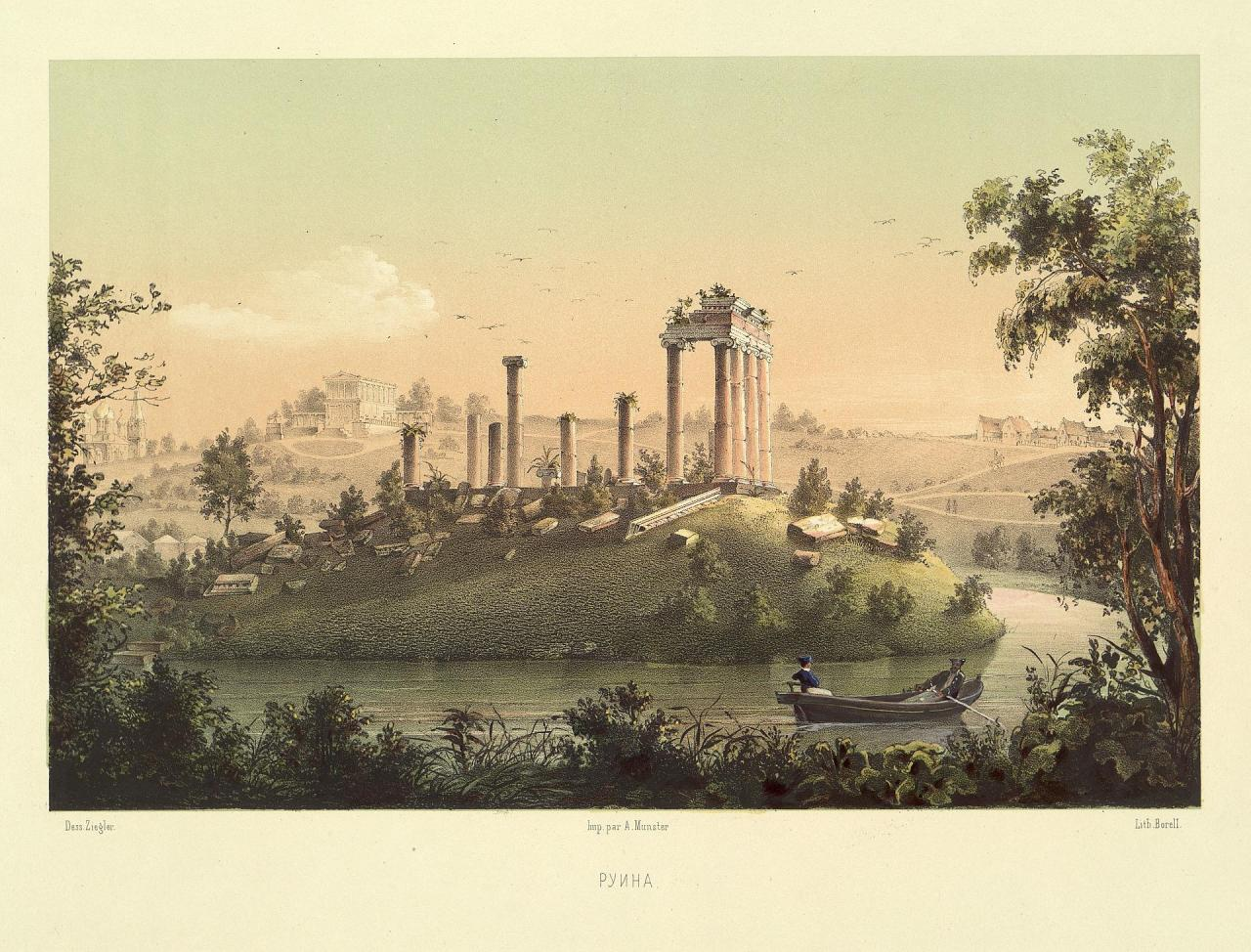
Литография П. Ф. Бореля по рисунку К. К. Циглера фон Шафгаузена.

Руины — утраченный памятник архитектуры, искусственные руины в Луговом парке Петергофа, стоявшие на меньшем из островов Руинного пруда.
Руинный пруд был создан М. И. Пилсудским в 1851 году, а в 1852 году А. И. Штакеншнейдер получил указание создать сооружение из оставшегося после постройки Михайловского замка мрамора (по проекту Николая I, уточнённому архитектором). Летом того же года за десять дней при участии Ф. Чернягина и П. Вельти было установлено сооружение: высокие ионические колонны из тивдийского мрамора, перекрытые архитравом, фризом и частью карниза, на гранитном цоколе; несколько колонн стояли отдельно, вокруг на склонах были помещены статуи и четыре барельефа, имитирующие древнегреческие.
Руина была разрушена во время оккупации территории в Великую Отечественную войну.